# Schwarzbachtal (Westpfalz)
Das Schwarzbachtal ist der ursprünglichen Wortbedeutung nach das Tal des Schwarzbachs in der Westpfalz (Rheinland-Pfalz). Im engeren Sinne wird die Bezeichnung allerdings nur für die touristisch genutzte Kernregion entlang des mittleren Gewässerlaufs verwendet.

## Geographie
Das Schwarzbachtal im touristischen Sinn erstreckt sich etwa vom Clausensee im Pfälzerwald vorbei an den Doppelgemeinden Waldfischbach-Burgalben und Thaleischweiler-Fröschen sowie weiter zwischen dem Südrand der Sickinger Höhe und dem Nordrand des Zweibrücker Hügellandes hindurch bis hinunter nach Dellfeld.
Anfangs, im Pfälzerwald, ist das Tal recht eng, bis es sich bei Waldfischbach-Burgalben für den Rest der Teilstrecke zu einer weiten Aue öffnet. Der beschriebene Abschnitt, auf dem der Schwarzbach nur ein Gefälle von rund 50 m aufweist, ist etwa 25 km lang. Die Höhenlage nimmt ab von etwa 280 auf 230 m ü. NHN.

## Sehenswürdigkeiten

Abfolge in Fließrichtung des Schwarzbachs
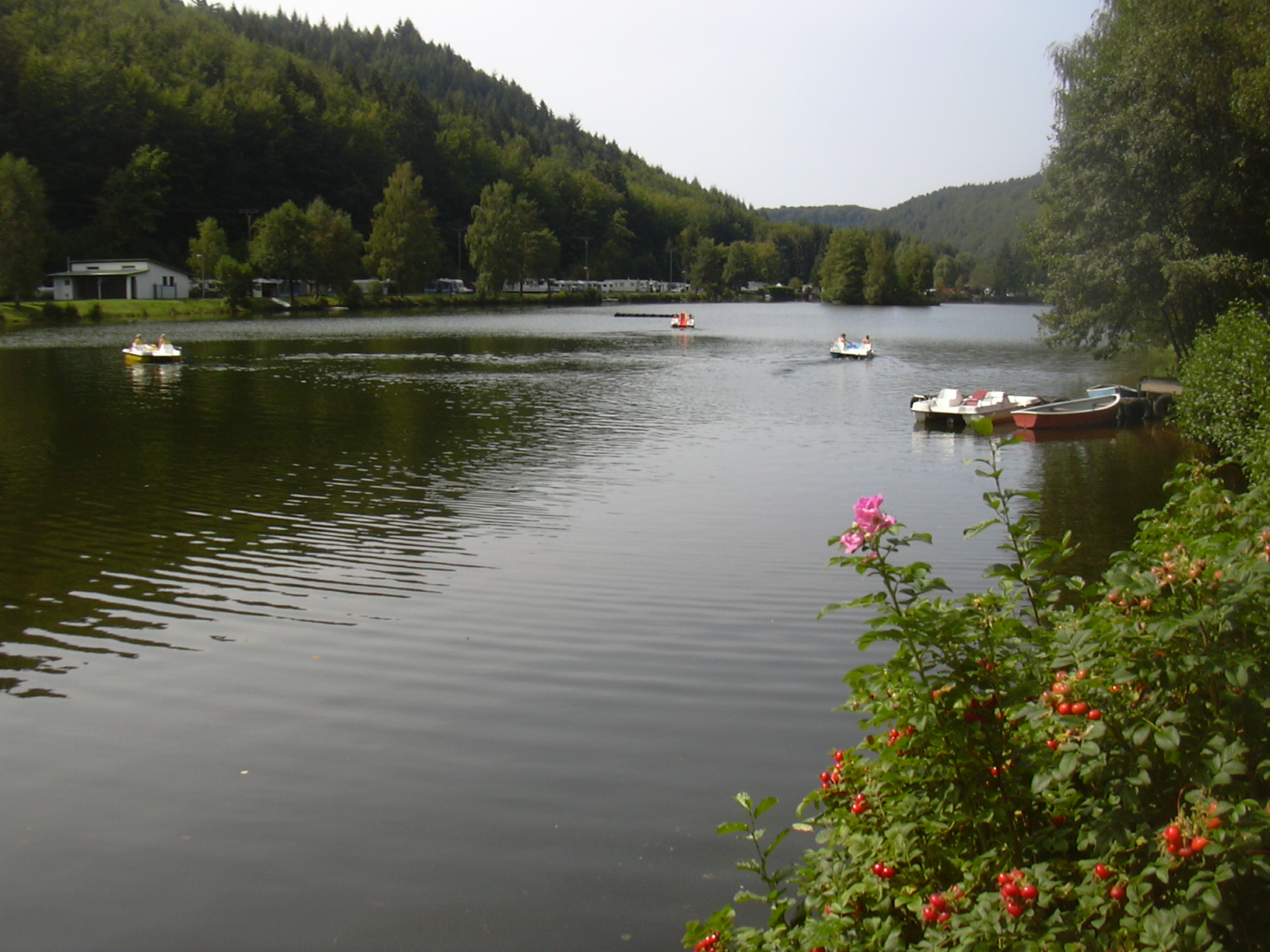
Clausensee nach Westen
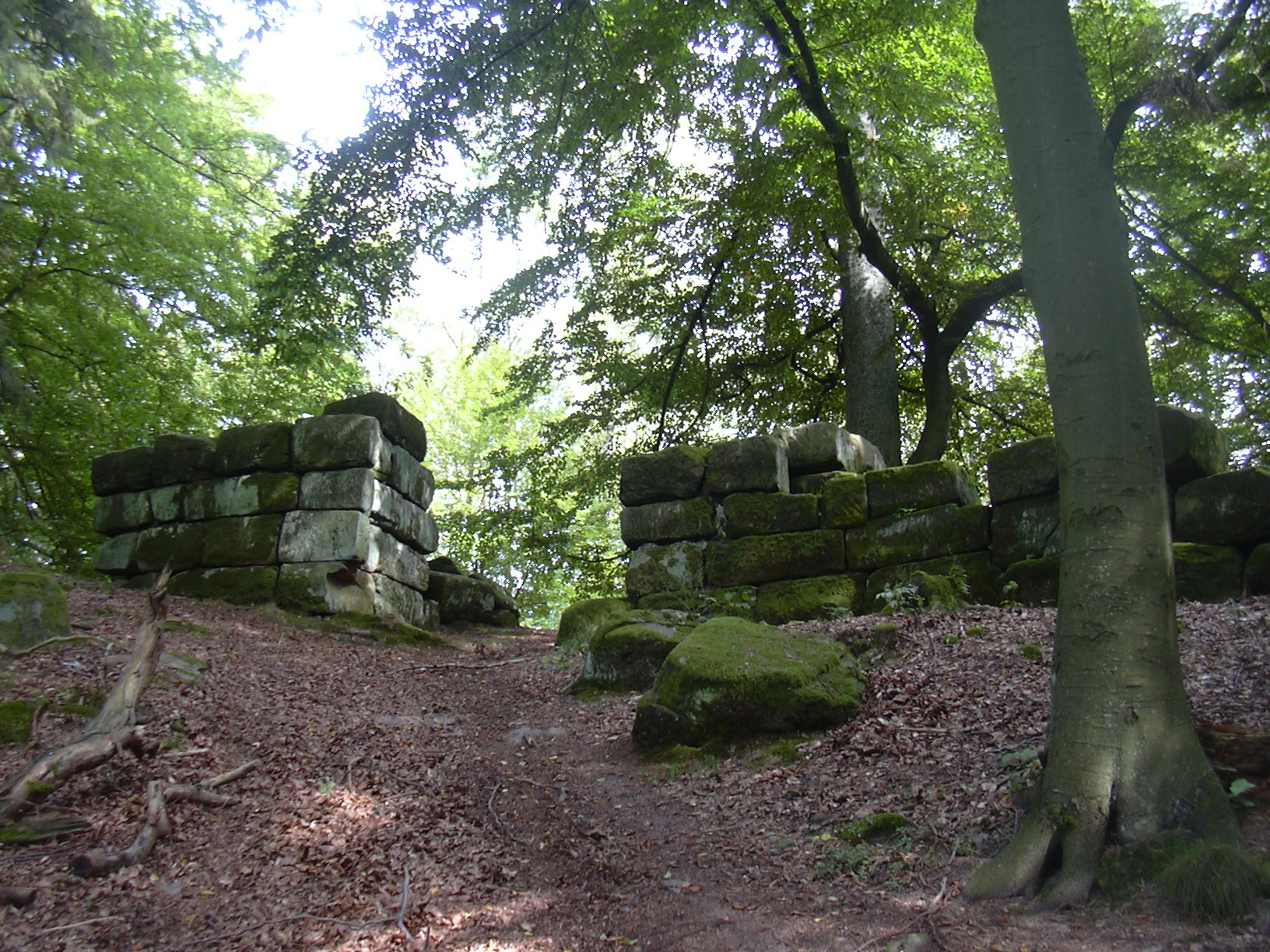
Westtor der Heidelsburg
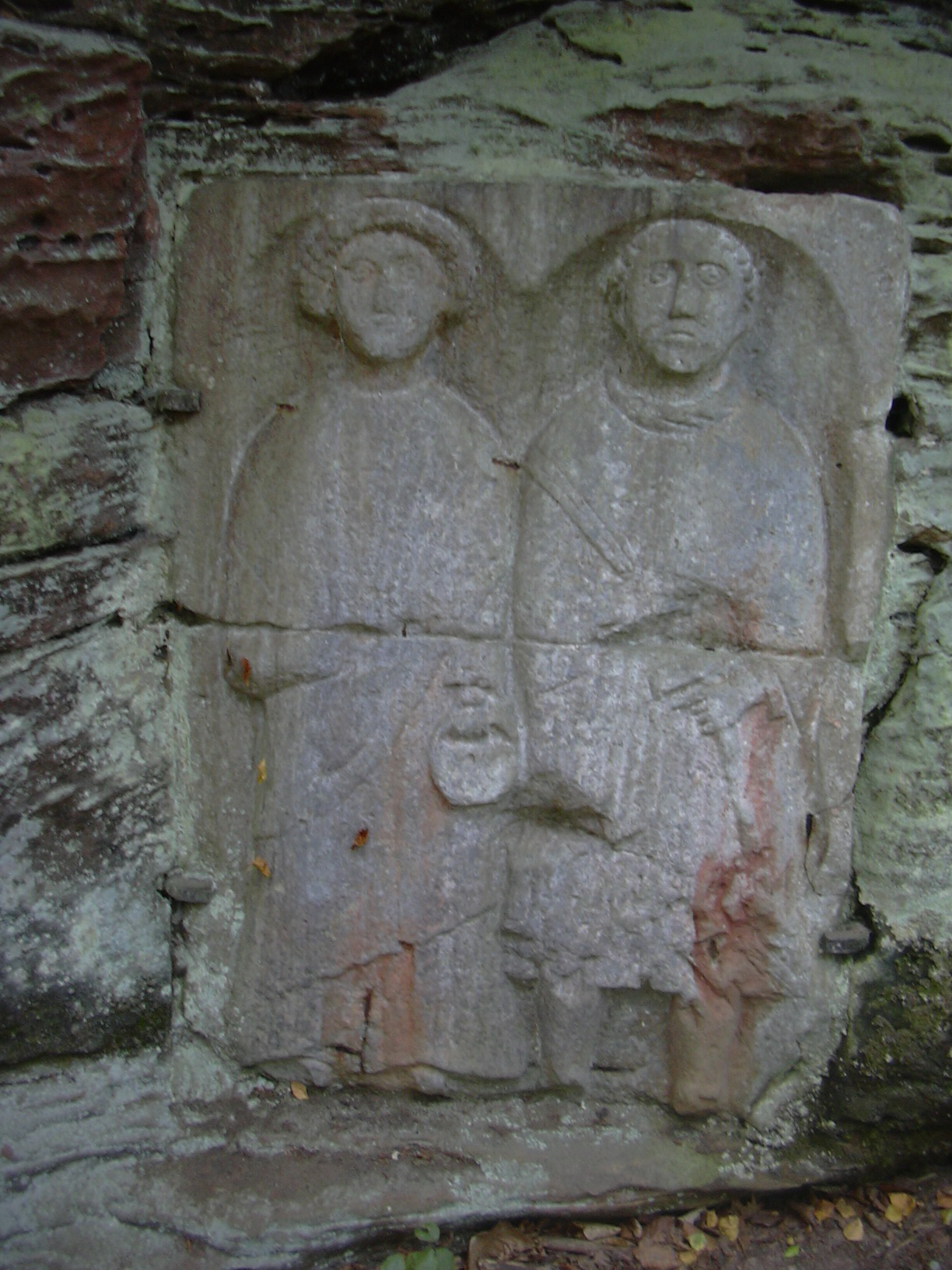
Grabrelief des Saltuarius
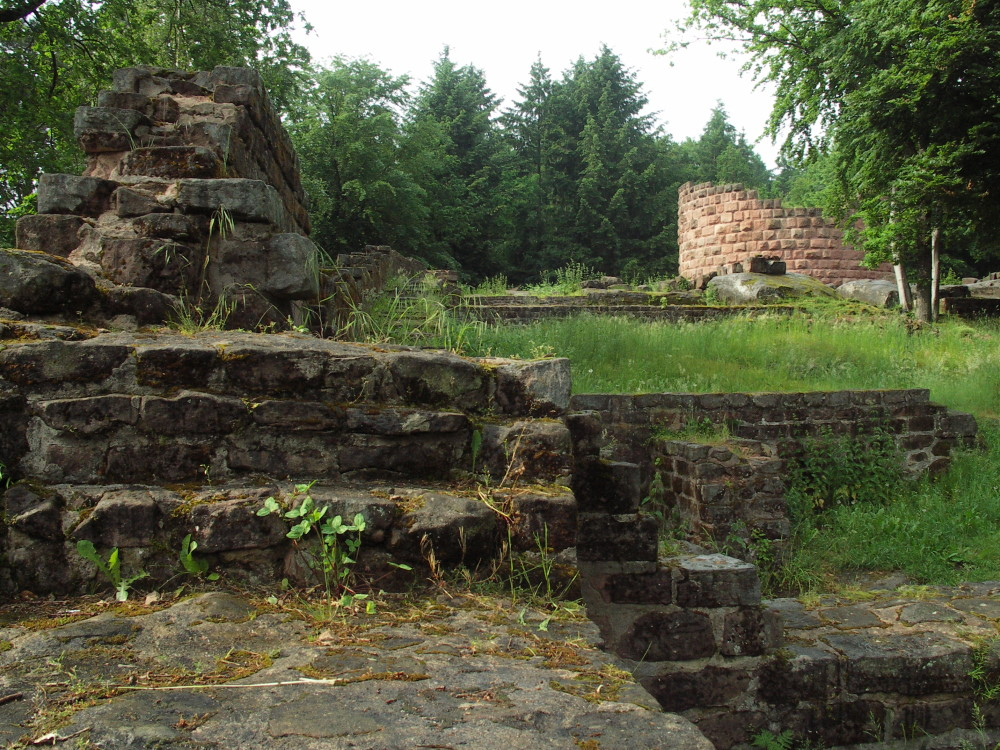
Burg Steinenschloss
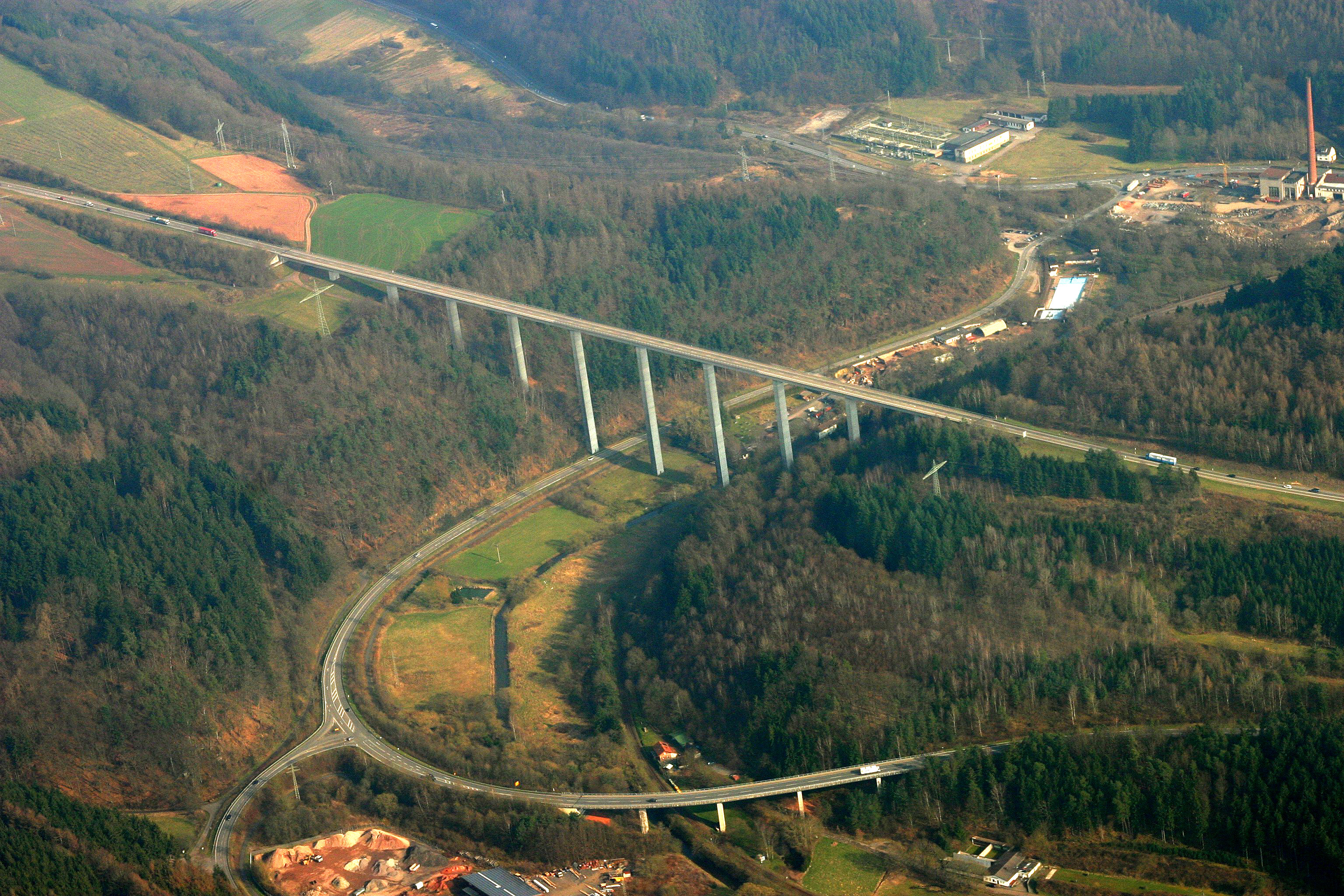
Schwarzbachtalbrücke (A 62)

Clausensee (⊙) – Der 4,5 Hektar große und bis zu 5 m tiefe Clausensee, dessen Wasserqualität als überdurchschnittlich gut gilt, besitzt in seiner Mitte eine Insel. Er verfügt über ein Campinggelände und einen (unbewachten) Strand. Am letzten Juliwochenende wird jährlich ein Seefest veranstaltet.
Buntsandsteinfelsen und Brunnen – Die Parkplätze im Tal von Schwarzbach und Hundsbächel können als Ausgangspunkte zu Wanderungen in den Wäldern nördlich des Schwarzbachs zu mitunter bizarr geformten Buntsandsteinfelsen sowie zu Brunnen und Quellen genutzt werden. Hierzu zählen der fast 700 m lange Seelenfels (⊙), mit dessen Namen zwei lokale Sagen verknüpft sind, der Kasimirfels (⊙), der nach Pfalzgraf Johann Kasimir benannt ist, sowie der Korbmacherfels (⊙) nahe dem gleichnamigen Brunnen (⊙), wo einst Korbmacher ihre Weidenruten vor dem Flechten wässerten.
Heidelsburg (⊙) – Vom Parkplatz Sommerdelle aus bestehen Aufstiegsmöglichkeiten zur Ruine der aus der Römerzeit stammenden Heidelsburg, die rechts oberhalb des Tales etwa 60 m höher liegt. Die meist schmalen Kieswege oder Waldpfade führen steil empor zu der Denkmalzone und können, abhängig von Jahreszeit und Frequentierung, Zuwachsungen aufweisen. Auf dem Gelände der Heidelsburg wurde das steinerne Grabrelief eines Saltuarius ausgegraben, eines römischen Forstverwalters.
Wappenschmiede (⊙) – Das Kulturdenkmal Wappenschmiede, deren Eisenhammer einst der Schwarzbach antrieb, liegt oberhalb von Waldfischbach-Burgalben rechts des Schwarzbachs gegenüber der Mündung des Dietersbachs. Von hier aus führen Wanderwege zum Wallfahrtsort Maria Rosenberg (⊙) und nach Clausen, wo – heute markiert durch ein Friedenskreuz (⊙) – die US Army ein Sonderwaffenlager von über 100.000 Granaten mit verschiedensten chemischen Kampfstoffen unterhielt, die 1990 bei der Aktion Lindwurm abtransportiert wurden.
Deutsche Schuhstraße – Ein Teil des Schwarzbachtals liegt an der Deutschen Schuhstraße. Diese wurde 1977 eingerichtet, weil ab dem Beginn des 19. Jahrhunderts die umliegende Region Pirmasens das Zentrum der deutschen Schuhindustrie war. Allerdings sind hier mittlerweile im Zuge der Globalisierung die meisten Schuhfabriken geschlossen oder haben ihre Produktion ins Ausland verlagert; zu Beginn des 21. Jahrhunderts ist die Deutsche Schuhstraße deshalb nur noch wenig bekannt.
Burg Steinenschloss (⊙) – Rechts oberhalb der Mündung der Rodalb in den Schwarzbach liegt die Ruine der mittelalterlichen Burg Steinenschloss, die um das Jahr 1100 errichtet wurde und als Denkmalzone eingestuft ist.
Schwarzbachtalbrücke (⊙) – Zwischen dem Weiler Biebermühle und Thaleischweiler-Fröschen wird das Schwarzbachtal überspannt von der 700 m langen Schwarzbachtalbrücke, dem längsten Brückenbauwerk der Autobahn 62.
Mühlenweg (⊙) – Am Westende von Thaleischweiler zweigt nach Norden ins Tal der Wallhalb der Mühlenweg ab, der auf 23 km weitere Sehenswürdigkeiten bietet – außer historischen Mühlen auch den Absturzort des Krähenberger Meteoriten von 1869.
Weißstörche (⊙) – In den Auwiesen von Rieschweiler-Mühlbach haben sich in der zweiten Hälfte der 1990er Jahre wieder Weißstörche angesiedelt. Einige Jahre hindurch war in der Nähe eines Nestes beim Ortsteil Höhmühlbach eine Webcam der Aktion Pfalzstorch installiert.

## Wirtschaft und Infrastruktur

### Wirtschaft
Die in der Region neben der Schuhindustrie einst dominierende Forstwirtschaft tritt mehr und mehr in den Hintergrund zugunsten touristischer Nutzung der abwechslungsreichen Landschaft, z. B. für Wanderurlaub. Eine ganze Anzahl von Fern- und Regionalwanderwegen, wie der Fernwanderweg Saar-Rhein-Main und der Pfälzer Waldpfad, kreuzen das Schwarzbachtal oder begleiten den Lauf des Gewässers. Von Waldfischbach-Burgalben aus sind auch Kanutouren auf dem Schwarzbach möglich.

### Verkehr
Das Schwarzbachtal ist im Pfälzerwald nur durch Nebenstraßen erschlossen, die meist unmittelbar, in Ortschaften durch eine Häuserreihe getrennt, am Bach entlangführen. Erst zwischen Waldfischbach-Burgalben und dem Weiler Biebermühle verläuft auf 3 km über dem linken Ufer des Schwarzbachs die Bundesstraße 270 (Pirmasens–Kaiserslautern). Diese und die Autobahn 62 (Pirmasens–Landstuhl, Anschlussstelle 14 Thaleischweiler-Fröschen) binden das Tal in Süd-Nord-Richtung an den überregionalen Verkehr an. Ab Biebermühle begleitet den Schwarzbach abwärts die Landesstraße 477. Bei Pirmasens bestehen Anschlussmöglichkeiten nach Westen ins Saarland (Autobahn 8) und nach Osten in die Südpfalz (Bundesstraße 10).
Neben der B 270 verläuft die Biebermühlbahn (Kaiserslautern–Pirmasens), neben der L 477 die Südpfalzbahn zwischen Landau in der Pfalz und Rohrbach im Saarland.